# Hosokawa Alpine
Die Hosokawa Alpine AG ist ein im Maschinen- und Anlagenbau tätiges Unternehmen mit Hauptsitz im bayerischen Augsburg.
Seit 1987 ist das Unternehmen eine hundertprozentige Tochter der japanischen Hosokawa Micron Corporation.

## Geschichte
Die Geschichte von Hosokawa Alpine nahm ihren Anfang in einer kleinen Werkstatt, die 1898 von Otto Holzhäuer in der Augsburger Altstadt gegründet wurde. 1902 zog der Betrieb an den nördlichen Rand der damals noch eigenständigen Gemeinde Göggingen um. Gleichzeitig erfolgte die Umwandlung in eine GmbH mit dem Namen O. Holzhäuer'sche Maschinenfabrik GmbH, Augsburg-Göggingen. 1909 änderte das Unternehmen den Namen in „Alpine Maschinenfabrik-Gesellschaft m.b.H.“. Der neue Firmenname sollte Bezug auf die Alpen nehmen und damit die Ansprüche des Unternehmens nach Höchst- und Spitzenleistungen verdeutlichen. Das Unternehmen konzentrierte sich in den nächsten Jahrzehnten auf die Produktion von Zerkleinerungsmaschinen und Mühlen, die in der Ernährungsindustrie sowie bei pharmazeutischen sowie kosmetischen Unternehmen Verwendung fanden.
Zur Zeit des Ersten Weltkrieges widmete sich das Unternehmen überwiegend der Produktion von Rüstungsgütern. So wurden beispielsweise Motorkabelwinden für Fesselballone produziert. Darüber hinaus dienten die Mühlen zur Sprengstoffherstellung und auch Granaten wurden gefertigt. 1916 übernahm Hugo Sachs das Unternehmen.
1921 erfolgte die Umwandlung in eine Aktiengesellschaft und Theodor Sachs wurde zum Vorstand ernannt. Im gleichen Jahr nahm eine neue Eisengießerei den Betrieb auf. Neben der Herstellung von Gussteilen für die eigene Produktion wurden auch Fremdaufträge angenommen (beispielsweise von Keller und Knappich und der Maschinenfabrik Augsburg-Plattling AG oder kurz MAPAG).
Externe Quellen geben wieder, dass noch im Jahr der Machtübernahme der Nazis die beiden jüdischen Inhaber Hugo und Theodor Sachs die Führungsaufgaben an einen langjährigen Mitarbeiter, der auch Mitglied der NSDAP war, abtraten. Im Laufe der Jahre wuchs der politische Druck an und so entschieden sich die beiden Inhaber 1938 schließlich dazu, das Unternehmen an Mathias Fränkl, Inhaber und Vorstand der MAPAG AG, zu verkaufen.
Bis 1944 wurde der Anteil der Fertigung für die Rüstung auf 25 % gesteigert. Das Unternehmen diente dabei als Zulieferbetrieb für große Rüstungsfirmen wie Messerschmitt, Zahnräderfabrik RENK, Keller und Knappich, Junkerswerke und Krauss-Maffei. In den letzten Kriegsmonaten unterstützte das Unternehmen nur noch Notprogramme. Dies umfasste die Produktion von Zerkleinerungsmaschinen für die Munitionsherstellung, Aufbereitung von Stoffen zur Benzingewinnung (Geilenberg-Programm) und Zerkleinerung keramischer Stoffe für die elektronische Flugzeugausrüstung (Jäger-Programm).
Während der NS-Zeit waren in dem Unternehmen auch Zwangsarbeiter beschäftigt. Nach Kriegsende befanden sich noch etwa 30 so genannte Ostarbeiter auf dem Firmengelände. Wenig später konnte das Unternehmen hochqualifizierte Fachkräfte der aufgelösten Messerschmittwerke zu sich holen und legte damit den Grundstein für das rasche Aufstreben in den Nachkriegsjahren.
Im Jahr 1949 erfolgte die Rückgabe an die Familie Sachs. Der Unternehmer Kurt Bösch erwarb 1952 die Aktienmehrheit und übernahm zudem den Vorstandsvorsitz. Einen neuen Produktionszweig eröffnete das Unternehmen 1960 mit der Herstellung von Folienblasanlagen.
1986 beschäftigte das Unternehmen rund 600 Mitarbeiter und erwirtschaftete einen Jahresumsatz von 117 Mio. DM. Seit November 1987 gehört das Unternehmen zum japanischen Hosokawa-Micron-Konzern mit Sitz in Osaka, Japan. Der Firmennamen wurde daraufhin in Hosokawa Alpine Aktiengesellschaft geändert. Schwerpunkte der Produktion sind seither Maschinen für mechanische Verfahrenstechnik und Kunststoffverarbeitung. Die Maschinen und Anlagen des Unternehmens werden in die ganze Welt exportiert, die Exportquote liegt bei knapp 80 Prozent.
2025 gab die Solids Solutions Group bekannt, dass sie zwei Drittel der Mitarbeiter abbaut und Fertigung an ihre Tochterfirma in Spanien verlagert.

## Produkte
Die Produktion des Unternehmens gliedert sich in die zwei Geschäftsbereiche mechanische Verfahrenstechnik und Folienextrusion. Zu den gefertigten Maschinen und Anlagen der mechanischen Verfahrenstechnik gehören beispielsweise Mühlen, Schredder und Sichter. Sie dienen der Aufbereitung und dem Recycling von Pulvern, Granulaten sowie Schüttgütern.
Der zweite Geschäftsbereich widmet sich der Herstellung von Maschinen zur Folienherstellung. Dies umfasst im Wesentlichen Blasfolienanlagen und Folienreckanlagen, die zur Herstellung von Frischwaren- und Industrieverpackungen genutzt werden.

## Standorte

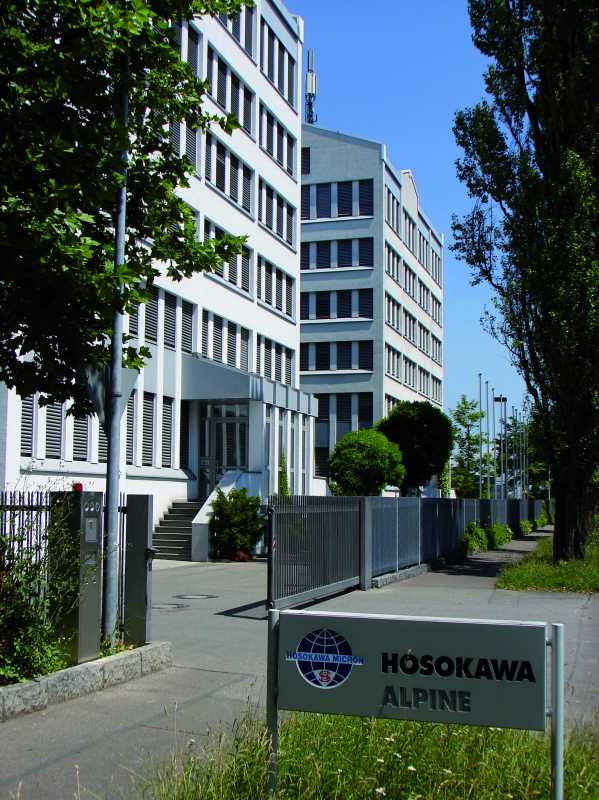
Hauptsitz von Hosokawa Alpine in Augsburg

Der Hauptsitz des Unternehmens liegt im Augsburger Stadtteil Göggingen an der Peter-Dörfler-Straße. Eine Zweigniederlassung befindet sich im baden-württembergischen Leingarten. Außerdem unterhält Hosokawa Alpine mehrere Tochterunternehmen im In- und Ausland. Im Januar 2020 übernahm das Unternehmen die Solids Solutions Group mit Sitz in Landsberg am Lech. Seit 2020 verfügt Hosokawa Alpine zusätzlich über ein neues Logistikzentrum mit einer Lagerkapazität von rund 8.000 m² auf dem Gelände des Güterverkehrszentrums in Augsburg.

## Sonstiges
Hosokawa Alpine wurde 2022 durch Freundin und Kununu als familienfreundlichstes Unternehmen der Branche Industrie in Deutschland ermittelt, die Bewertung hat sich seit 2023 deutlich verschlechtert.